# Harajukuロンチャーズ
Harajukuロンチャーズ(はらじゅくロンチャーズ)は、BSデジタル放送開始直後の2000年12月4日から2003年9月28日までBS朝日で放送された情報バラエティ番組。

## 概要
開始当初は月曜日から金曜日までの夕方5時から2時間の生放送で、BS朝日内のサテライトスタジオ『ガレリア』から放送。出演していたのはスターダストプロモーションに所属する新人の女の子たち（前身はANGEL EYES）だった。コンセプトはリンカーンの名言をもじった「女の子の女の子による女の子のための番組。」。主に原宿での最新ファッションや、10代の女の子たちの気になることをアンケート形式で紹介するなど、盛り沢山の内容だった。また、サブコーナーとして出演者たちによるダンスバトルや、CDデビュー企画、スタジオ・ミュージカルなども放送された。
2002年4月から1年間は月曜から金曜までの夕方6時からの1時間に短縮され、前期はガレリアからの生放送、後期から最終回まではBS朝日のスタジオでの収録だった。2003年4月から、日曜日の昼3時30分から2時間半の生放送となったが、同年9月に終了した。
当時は家庭にデジタル放送機器がそれほど普及していなかったため、視聴者は数少なかった（BSフジでの「アイドルダウンロードショー」も同様）が、後に女優、タレントとしてメジャーになったメンバーも出演。沢尻エリカ、マリエ（当時の芸名は、赤川こはる）、佐藤めぐみ、枡田絵理奈（元TBSアナウンサー。広島東洋カープ・堂林翔太夫人）、小嶋陽菜（元AKB48）、海保エミリのTV初出演番組である。番組末期には、のちに声優として人気を得る中島愛も出演していた。
大塚製薬の単枠提供で出演者の飲み物もポカリスエットで統一されていた。その他、最初の半年間の提供スポンサーは、ロッテ、日本電気（NEC）、富士フイルムだったが、ロッテ以外のスポンサーは、半年で提供終了した。
ちなみに番組名のロンチャーズ(Launchers)とは発射台のことである。

## 出演者
- 中島愛[2]
- 今井ちひろ
- いとうあいこ
- 浦絵理香（現：浦えりか）
- 乙黒英里（現：乙黒えり）
- 小貫華子
- 坂本恵理
- 河内沙和
- 城間恵子
- 大貫沙織
- 川内丸彩
- 小野恵梨子
- 朝田美沙子
- 森本愛未
- 折原裕喜子
- 山口麻菜
- 関口れいな
- 仲本真由美
- 尾崎公美
- 奥井清香
- 川原菜々子
- 小野寺美那
- 陣野ひとみ
- 佐野あゆみ
- 早野由夏
- 肘井美佳
- 新井由理
- 大沢友里江
- 木口亜矢
- 湧口愛美
- 中山静香
- 梶谷麻斐
- 中島明日香
- 柿本梓奈乃
- 赤川こはる（現：マリエ）
- 金塚慧
- 沢尻エリカ
- 小嶋亜由美
- 海保エミリ
- 村岡綾佳
- 横田佳織（現：横田かおり）
- 伊達陽子
- 角田瞳
- 宮崎瑠依
- 岡あゆみ[3]
- 佐藤めぐみ[4]
- 井端珠里
- 朝比奈えり
- 小嶋陽菜[5]
- 向一美
- 広瀬沙耶香
- 黒木麻美
- 本宮あゆみ
- 斉藤瑠奈
- 大葉ゆかり
- 宇田川真佳
- 鈴木えみ
- 沖樹莉亜
- 小泉絵美子
- 神庭彩
- 上原奈美
- 蓮沼茜
- 成田知香（現：市川春樹）
- 神原麻由
- 福本奈々
- 天川美穂
- 松原静香
- 堀口美咲
- 枡田絵理奈[6]
- 杉原あんり（現：杉原杏璃）
- 福永真梨佳（現：福永マリカ）
- 寺山由花
- 丹波可奈未
- 浜田麻希
- 谷神領二

他

### ナレーター
- 大山尚雄（2000年12月 - 2003年6月）
- 三村ロンド（2003年7月 - 2003年9月）

## 放送時間
本放送
- 2000年12月4日 - 2002年3月29日：月 - 金・夕方5時 - 夜7時（2時間）
- 2002年4月1日 - 2003年3月28日：同･夕方6時 - 夜7時（1時間）
- 2003年4月13日 - 2003年9月28日：毎週日曜昼3時30分 - 夕方5時51分（2時間21分）
同年7月から最終回まではHarajukuロンチャーズ･夏と改題して放送したが、最終回のエンドタイトルではHarajukuロンチャーズになっていた。

再放送
- 2000年12月4日 - 2002年3月29日：月 - 金・深夜2時 - 深夜4時
- 2002年4月1日 - 2003年3月28日：同･深夜0時05分 - 深夜1時05分
- 2003年4月17日 - 2003年9月25日：毎週木曜深夜0時05分 - 深夜2時26分
編成の都合上、放送休止になったこともあり、最終回の再放送はされなかった。

## スポンサー
- ロッテ
- 富士フイルム
- NEC
- 大塚製薬（提供クレジットはポカリスエット）

## 楽曲
- Launchers「Hello...goodbye/気分はSuper Girl!」（2001年7月28日、ColumBS、CLM-001）
  - 「Hello...good bye」はRAMJET PULLEYの楽曲のカバーである。但し、作詞はRAMJET PULLEY版と同じ麻越さとみだが、RAMJET PULLEY版とは歌詞が全く異なる。
  - 「気分はSuper Girl!」はGARNET CROWのAZUKI七、doaの徳永暁人から楽曲提供を受けている。
  - 後輩にあたるももいろクローバーとマジェスティックセブン（MJ7）が、それぞれ両楽曲ともにカバーしている。（「Hello...good bye」はLaunchers版の歌詞をカバー。）

## イベント
- 2001年7月28日（土）の14:00 - 、デビューCD発売イベント「ロンチャーズSUMMER 2001」が、BS朝日スタジオ ガレリアで開催された。
- 2001年8月7日の本番組終了後、BS朝日では19:00 - 21:00の枠で「2001神宮外苑花火大会」の生中継を放送、ロンチャーズメンバーが浴衣姿でリポーターとして各会場から出演した。